# Сёдерлунн, Александр
Александер Тофт Сёдерлунн (норв. Alexander Toft Søderlund; род. 3 августа 1987, Хёугесунн, Ругаланн) — норвежский футболист, нападающий клуба «Вард Хёугесунн». Выступал за сборную Норвегии.

## Карьера

### Клубная
Воспитанник норвежского клуб «Вард Хёугесунн». С 2008 по 2010 выступал в итальянских клубах «Тревизо» и «Лекко». Правда, в 2009 он отдавался в аренду в исландский клуб «Хабнарфьордюр». Летом 2010 года Александр возвращается в свой родной клуб «Вард Хёугесунн». В январе 2011 он перебрался в «Хёугесунн», где 20 марта 2011 года дебютировал в Типпелиге в игре против «Тромсё».
В сезоне 2011 года Сёдерлунн забил за «Хёугесунн» 11 мячей.
17 июня 2013 года «Русенборг» объявил о покупке Александра Сёдерлунна у «Хёугесунна», как предполагаемую замену Тарику Эльюнусси, которого тронхеймцы продали в «Хоффенхайм».
Его новый контракт рассчитан до конца 2017 года.
В январе 2016 года Сёдерлунн перешёл во французский клуб «Сент-Этьен».

### В сборной
15 января 2012 года Сёдерлунн дебютирует за сборную Норвегии в товарищеском матче против сборной Дании. В матче квалификации чемпионата мира ФИФА 2014 года сыграл в матчах против сборных Словении, Швейцарии, Кипра и Албании.

## Статистика

### Матчи Сёдерлунна за сборную Норвегии
| Матчи Сёдерлунна за сборную Норвегии | Матчи Сёдерлунна за сборную Норвегии | Матчи Сёдерлунна за сборную Норвегии | Матчи Сёдерлунна за сборную Норвегии | Матчи Сёдерлунна за сборную Норвегии | Матчи Сёдерлунна за сборную Норвегии |
| ------------------------------------ | ------------------------------------ | ------------------------------------ | ------------------------------------ | ------------------------------------ | ------------------------------------ |
| №                                    | Дата                                 | Соперник                             | Счёт                                 | Голы Сёдерлунна                      | Соревнование                         |
| 1                                    | 15 января 2012                       | Датская Суперлига                    | 1:1                                  | —                                    | Товарищеский матч                    |
| 2                                    | 18 января 2012                       | Таиланд                              | 1:0                                  | —                                    | Товарищеский матч                    |
| 3                                    | 21 января 2012                       | Республика Корея                     | 0:3                                  | —                                    | Товарищеский матч                    |
| 4                                    | 2 июня 2012                          | Хорватия                             | 1:1                                  | —                                    | Товарищеский матч                    |
| 5                                    | 15 августа 2012                      | Греция                               | 2:3                                  | —                                    | Товарищеский матч                    |
| 6                                    | 7 сентября 2012                      | Исландия                             | 0:2                                  | —                                    | Чемпионат мира 2014 (отбор)          |
| 7                                    | 11 сентября 2012                     | Словения                             | 2:1                                  | —                                    | Чемпионат мира 2014 (отбор)          |
| 8                                    | 12 октября 2012                      | Швейцария                            | 1:1                                  | —                                    | Чемпионат мира 2014 (отбор)          |
| 9                                    | 16 октября 2012                      | Кипр                                 | 3:1                                  | —                                    | Чемпионат мира 2014 (отбор)          |
| 10                                   | 14 ноября 2012                       | Венгрия                              | 2:0                                  | —                                    | Товарищеский матч                    |
| 11                                   | 8 января 2013                        | ЮАР                                  | 1:0                                  | —                                    | Товарищеский матч                    |
| 12                                   | 22 марта 2013                        | Албания                              | 0:1                                  | —                                    | Чемпионат мира 2014 (отбор)          |
| 13                                   | 7 июня 2013                          | Албания                              | 1:1                                  | —                                    | Чемпионат мира 2014 (отбор)          |
| 14                                   | 11 июня 2013                         | Македония                            | 2:0                                  | —                                    | Товарищеский матч                    |
| 15                                   | 6 сентября 2013                      | Кипр                                 | 2:0                                  | —                                    | Чемпионат мира 2014 (отбор)          |
| 16                                   | 12 ноября 2014                       | Эстония                              | 0:1                                  | —                                    | Товарищеский матч                    |
| 17                                   | 16 ноября 2014                       | Азербайджан                          | 1:0                                  | —                                    | Чемпионат Европы 2016 (отбор)        |
| 18                                   | 8 июня 2015                          | Швеция                               | 0:0                                  | —                                    | Товарищеский матч                    |
| 19                                   | 12 июня 2015                         | Азербайджан                          | 0:0                                  | —                                    | Чемпионат Европы 2016 (отбор)        |
| 20                                   | 3 сентября 2015                      | Болгария                             | 1:0                                  | —                                    | Чемпионат Европы 2016 (отбор)        |
| 21                                   | 6 сентября 2015                      | Хорватия                             | 2:0                                  | —                                    | Чемпионат Европы 2016 (отбор)        |
| 22                                   | 10 октября 2015                      | Мальта                               | 2:0                                  | 1                                    | Чемпионат Европы 2016 (отбор)        |
| 23                                   | 13 октября 2015                      | Италия                               | 1:2                                  | —                                    | Чемпионат Европы 2016 (отбор)        |
| 24                                   | 12 ноября 2015                       | Венгрия                              | 0:1                                  | —                                    | Чемпионат Европы 2016 (отбор)        |
| 25                                   | 24 марта 2016                        | Эстония                              | 0:0                                  | —                                    | Товарищеский матч                    |
| 26                                   | 29 марта 2016                        | Финляндия                            | 2:0                                  | —                                    | Товарищеский матч                    |
| 27                                   | 26 марта 2017                        | Северная Ирландия                    | 0:2                                  | —                                    | Чемпионат мира 2018 (отбор)          |
| 28                                   | 10 июня 2017                         | Чехия                                | 1:1                                  | 1                                    | Чемпионат мира 2018 (отбор)          |
| 29                                   | 13 июня 2017                         | Швеция                               | 1:1                                  | —                                    | Товарищеский матч                    |
| 30                                   | 5 октября 2017                       | Сан-Марино                           | 8:0                                  | —                                    | Чемпионат мира 2018 (отбор)          |
| 31                                   | 8 октября 2017                       | Северная Ирландия                    | 1:0                                  | —                                    | Чемпионат мира 2018 (отбор)          |
| 32                                   | 14 ноября 2017                       | Словакия                             | 0:1                                  | —                                    | Товарищеский матч                    |

Итого: 32 матча / 2 гола; 14 побед, 9 ничьих, 9 поражений.

## Достижения
«Русенборг»
- Чемпион Норвегии (2): 2015, 2018
- Серебряный призёр чемпионата Норвегии (2): 2013, 2014
- Обладатель Кубка Норвегии: 2015, 2018
- Обладатель Суперкубка Норвегии: 2018